# Лапсс, Янис
Я́нис Лапсс (латыш. Jānis Lapss; 16 сентября 1986, Гулбене) — латвийский футболист, нападающий клуба «Гулбене».
Свою футбольную карьеру Янис Лапсс начал в 2008 году в местном футбольном клубе «Гулбене 2005». После смены руководства клуба в начале 2010 года, которая поставила задачу выйти в Высшую лигу Латвии, Янис Лапсс остался единственным игроком основного состава, который ранее играл в рядах клуба.
По словам тренера Михаила Конева, Янис Лапсс является хорошо физически развитым футболистом, однако у него проглядывается нехватка техники, что связано с его запоздалым начинанием заниматься футболом.